# Cinta, Mureș
Cinta este un sat în comuna Crăciunești din județul Mureș, Transilvania, România.

## Vezi și
- Biserica reformată din Cinta

## Imagini

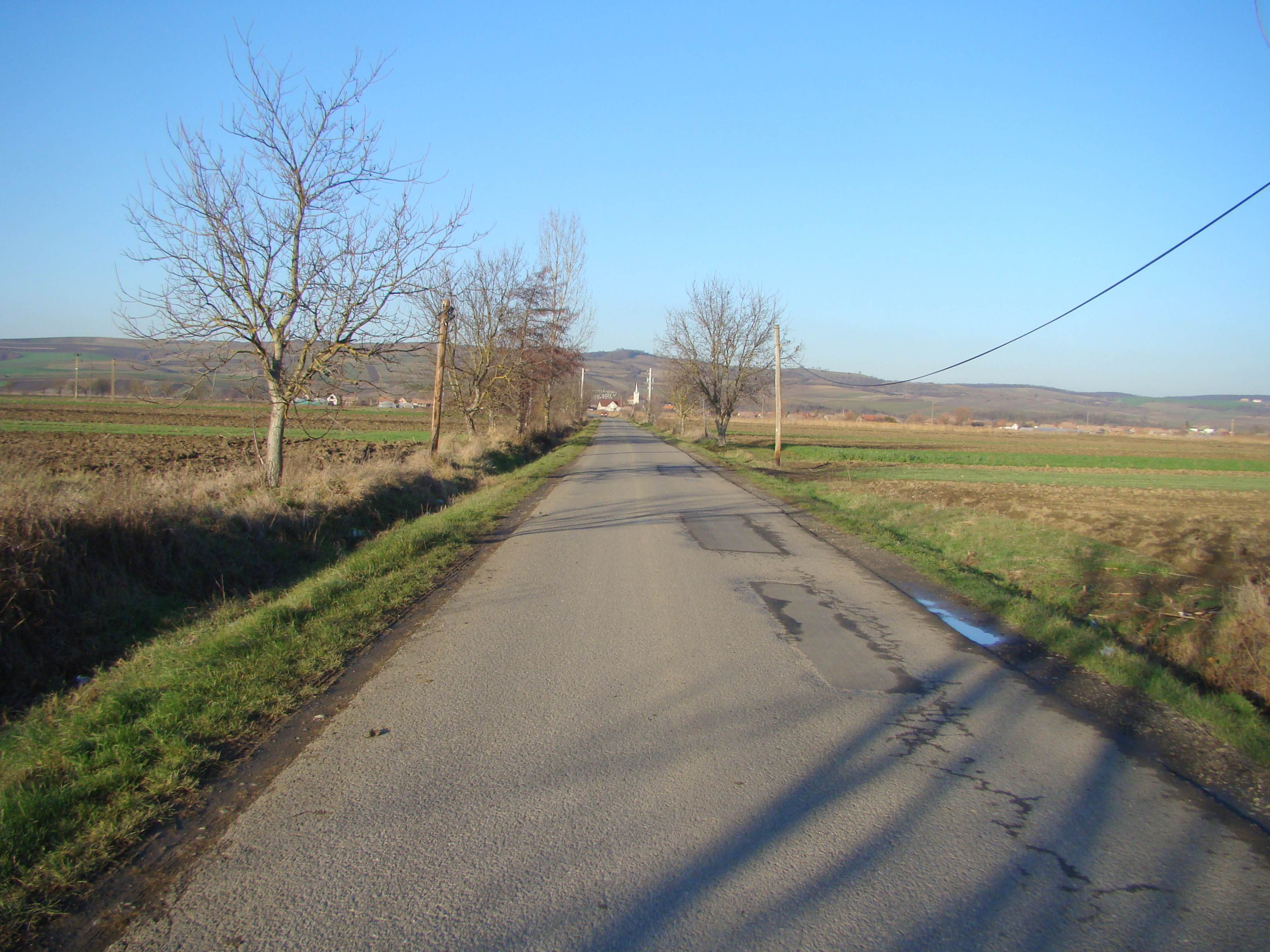
Drumul Crăciunești-Cinta
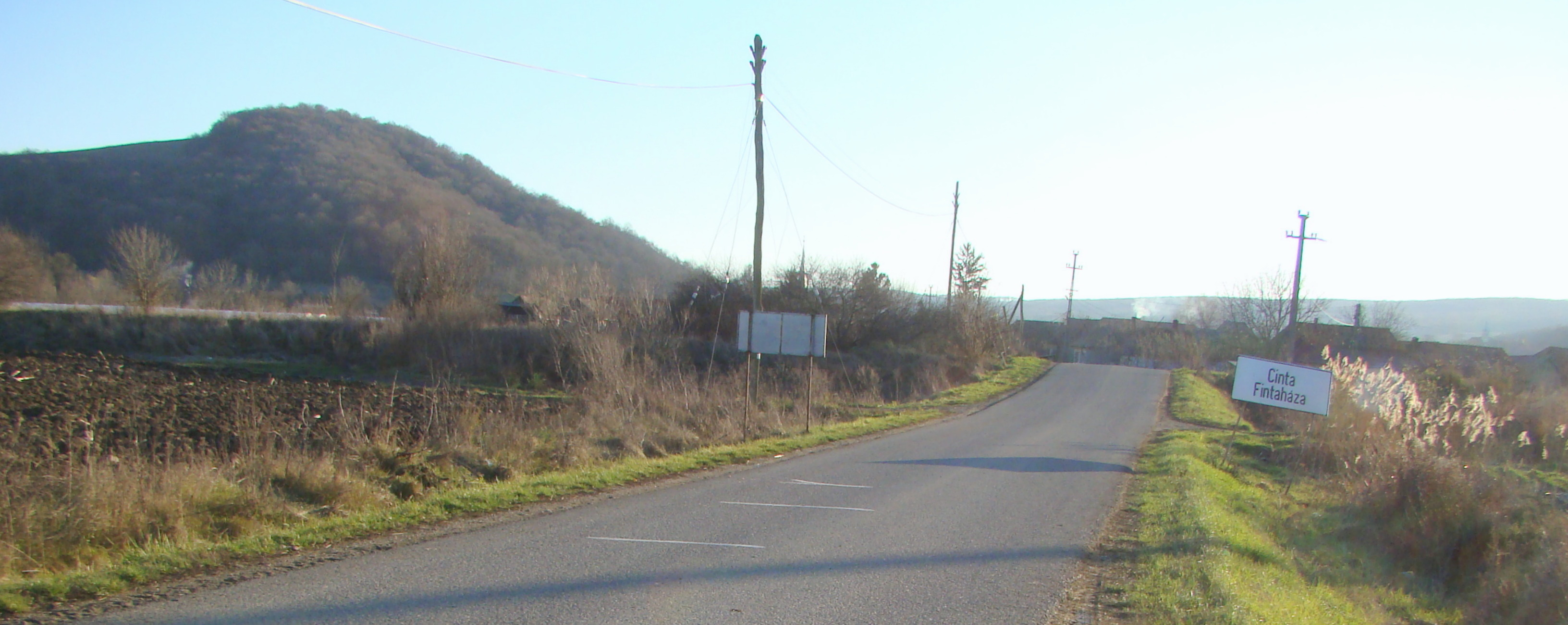
Intrarea în localitate
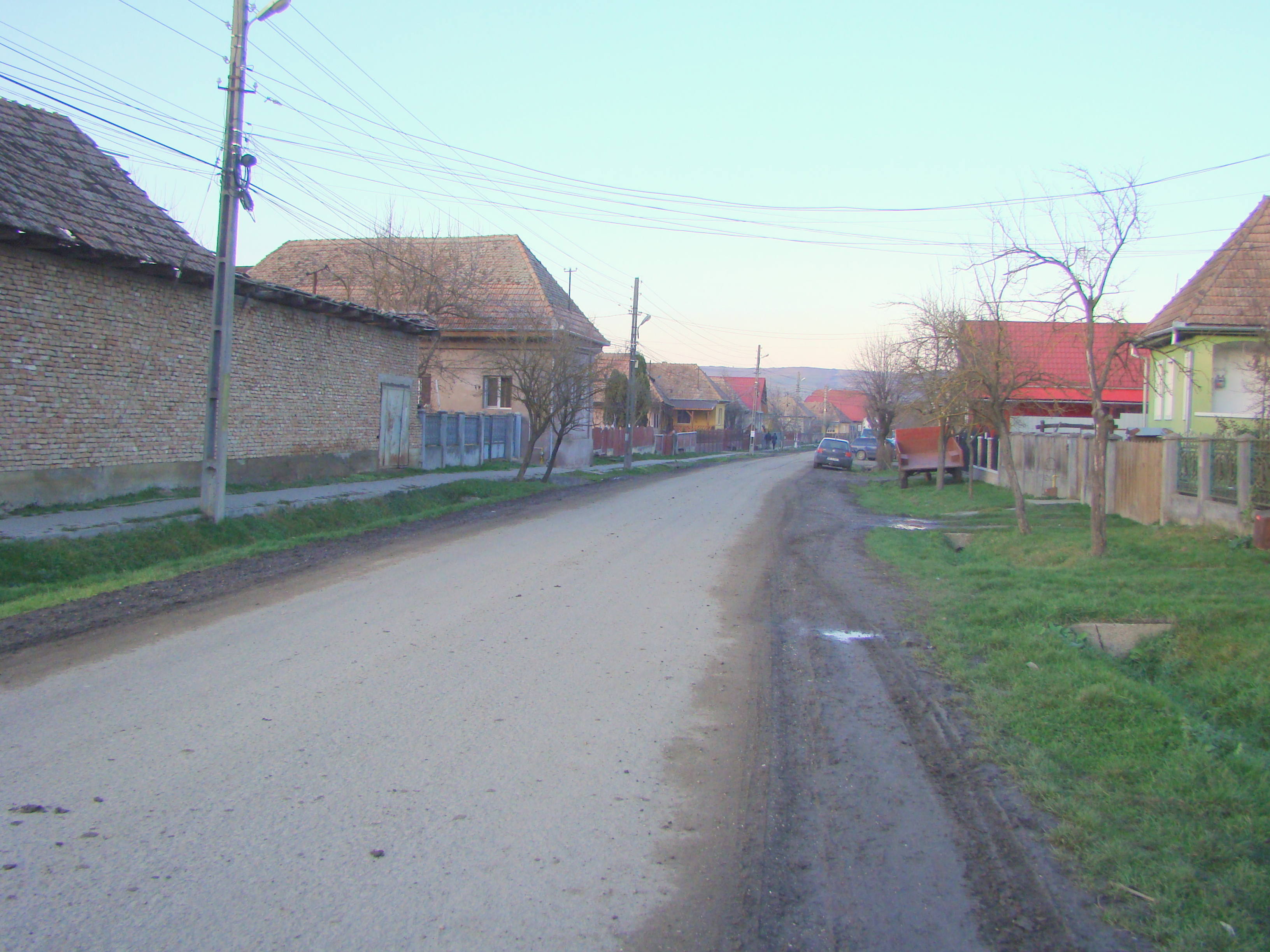
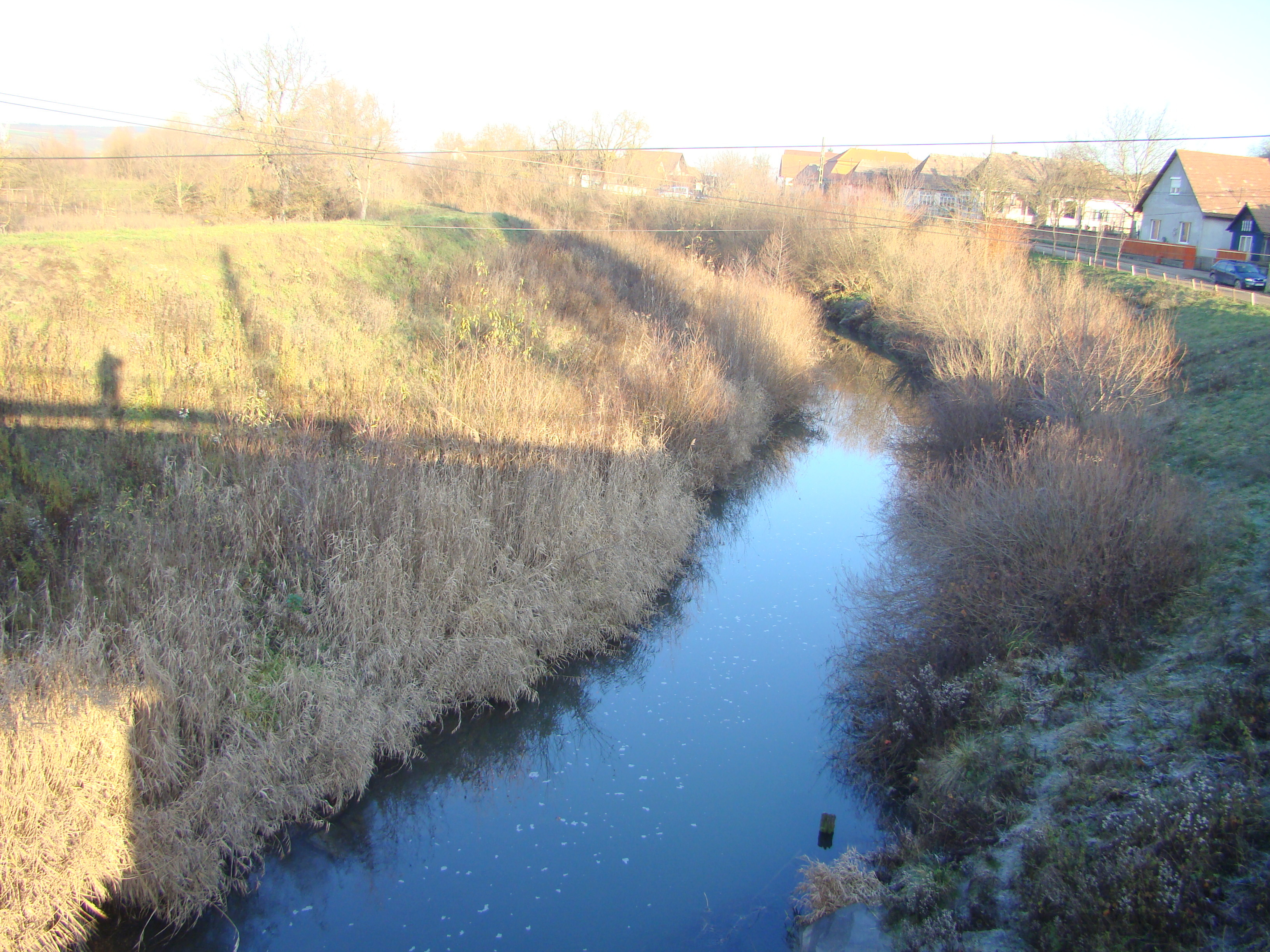
Râul Niraj la Cinta
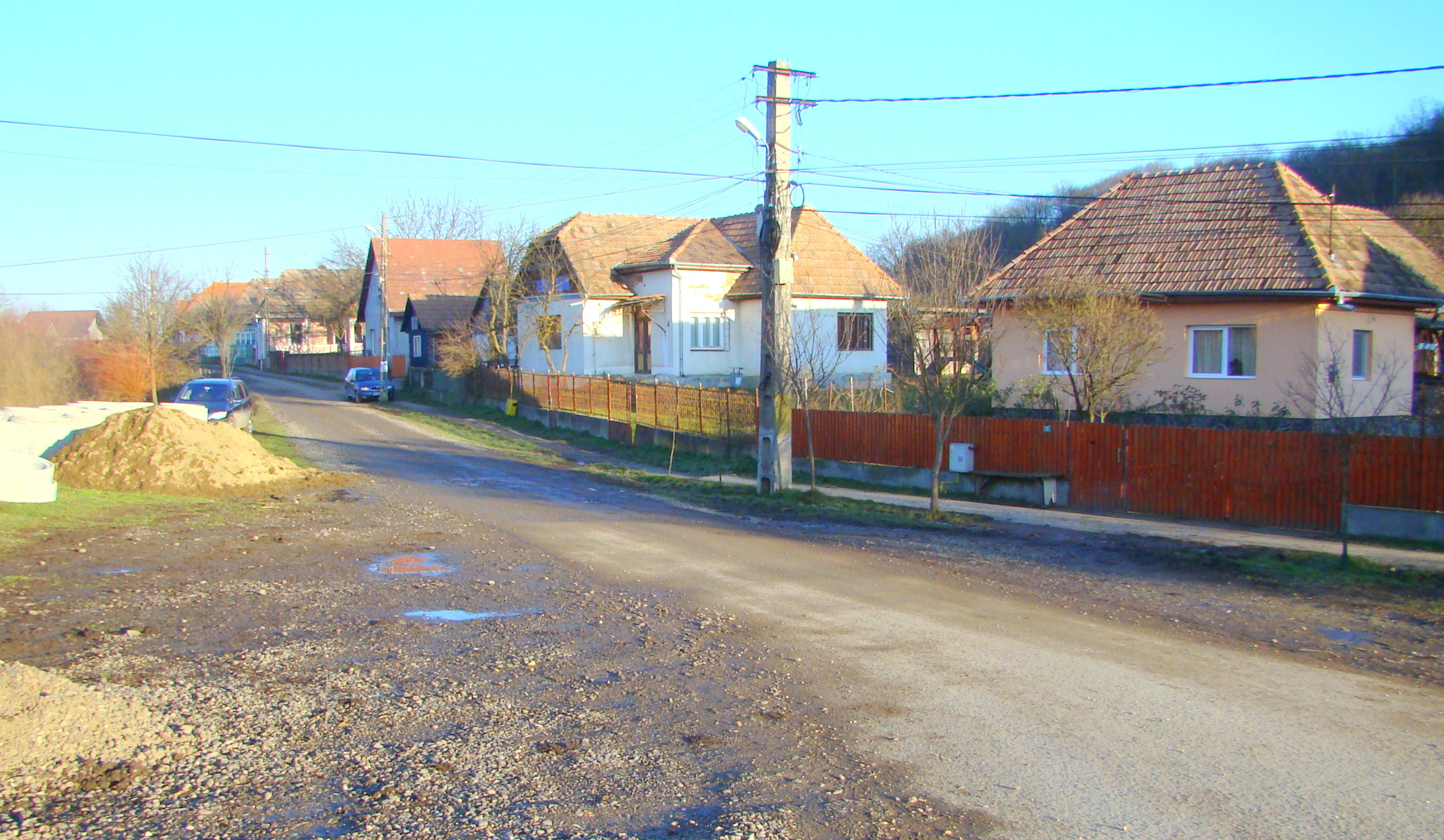
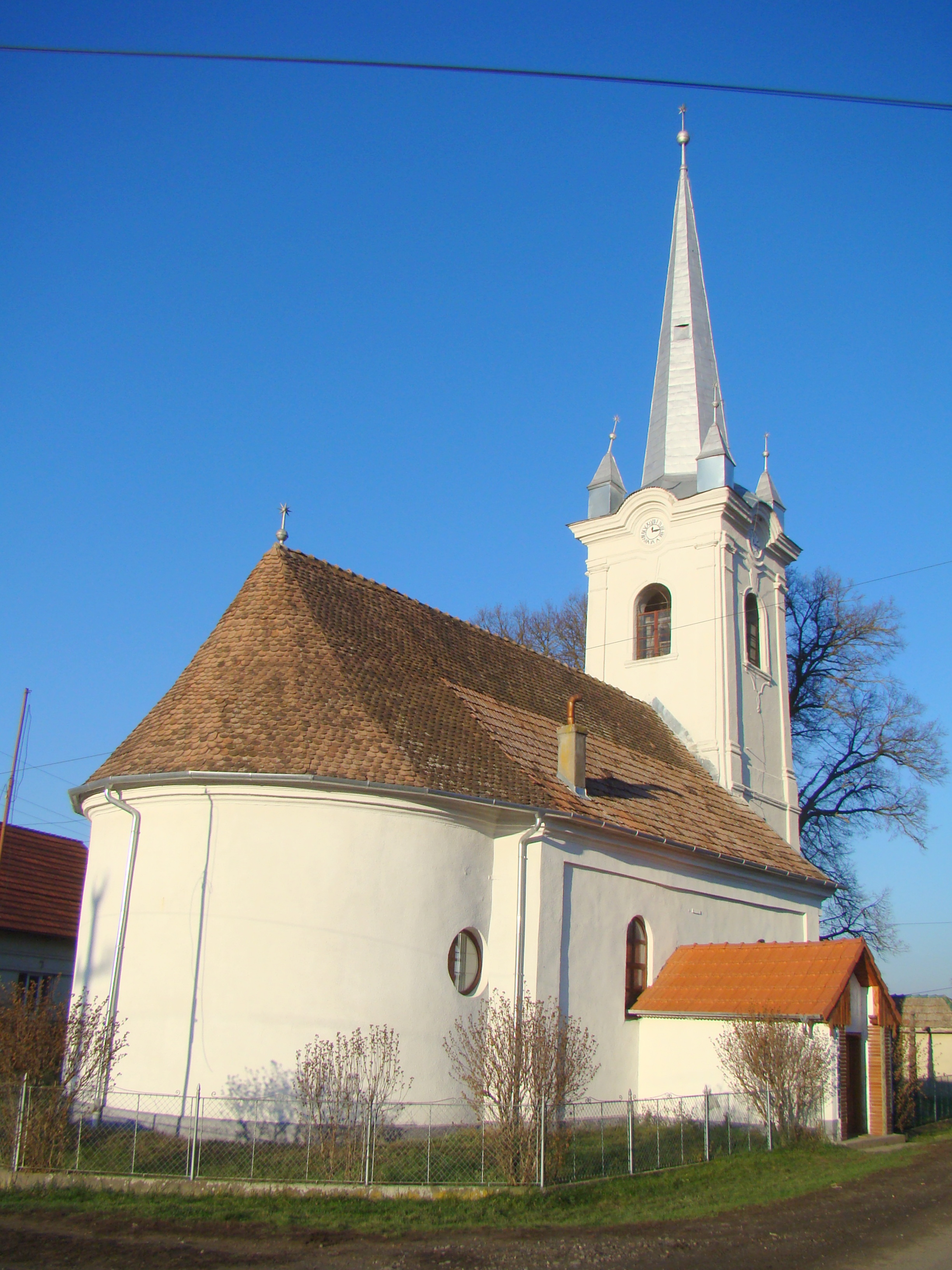
Biserica reformată (1796)
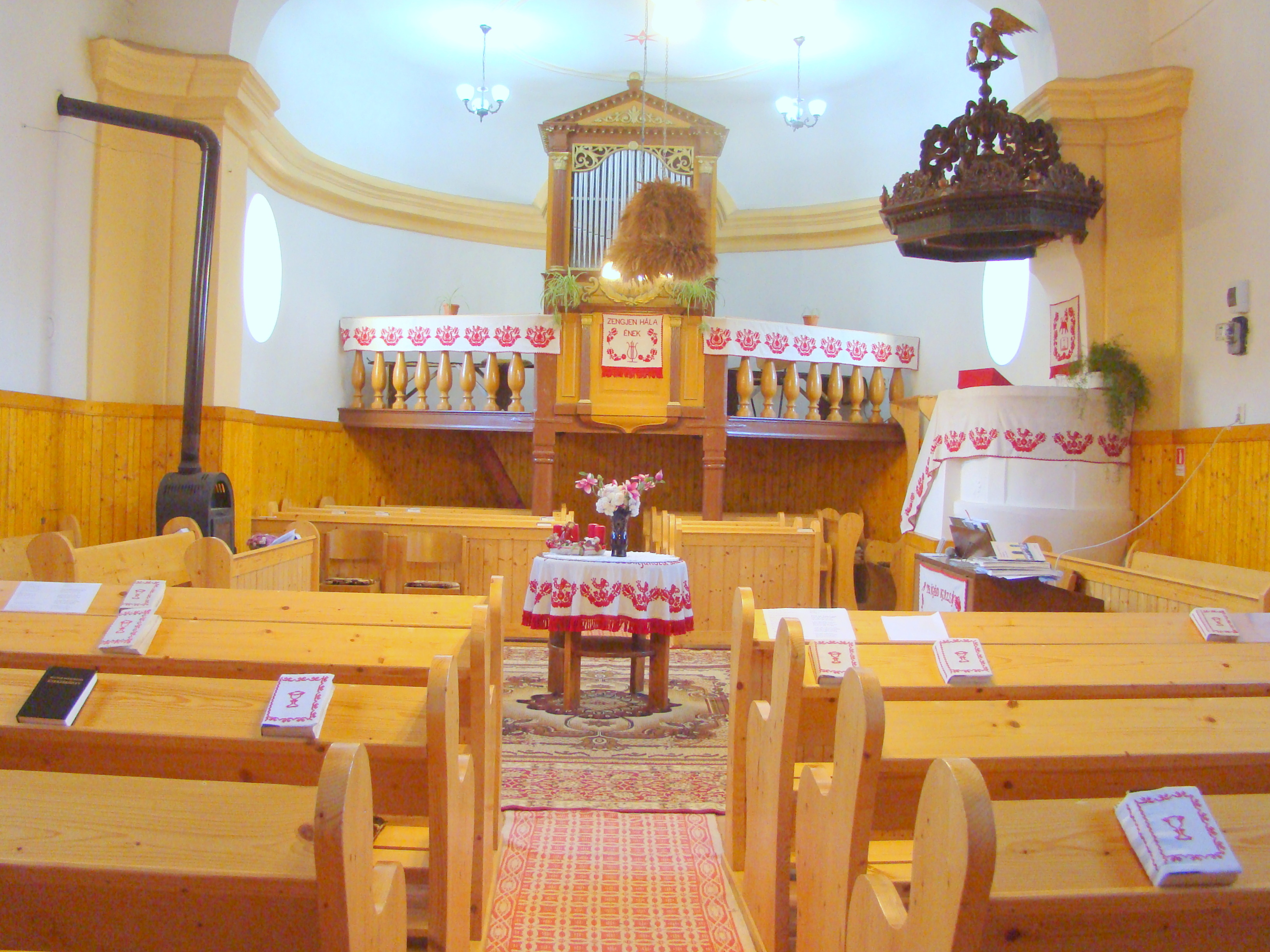
Biserica reformată (interiorul navei)
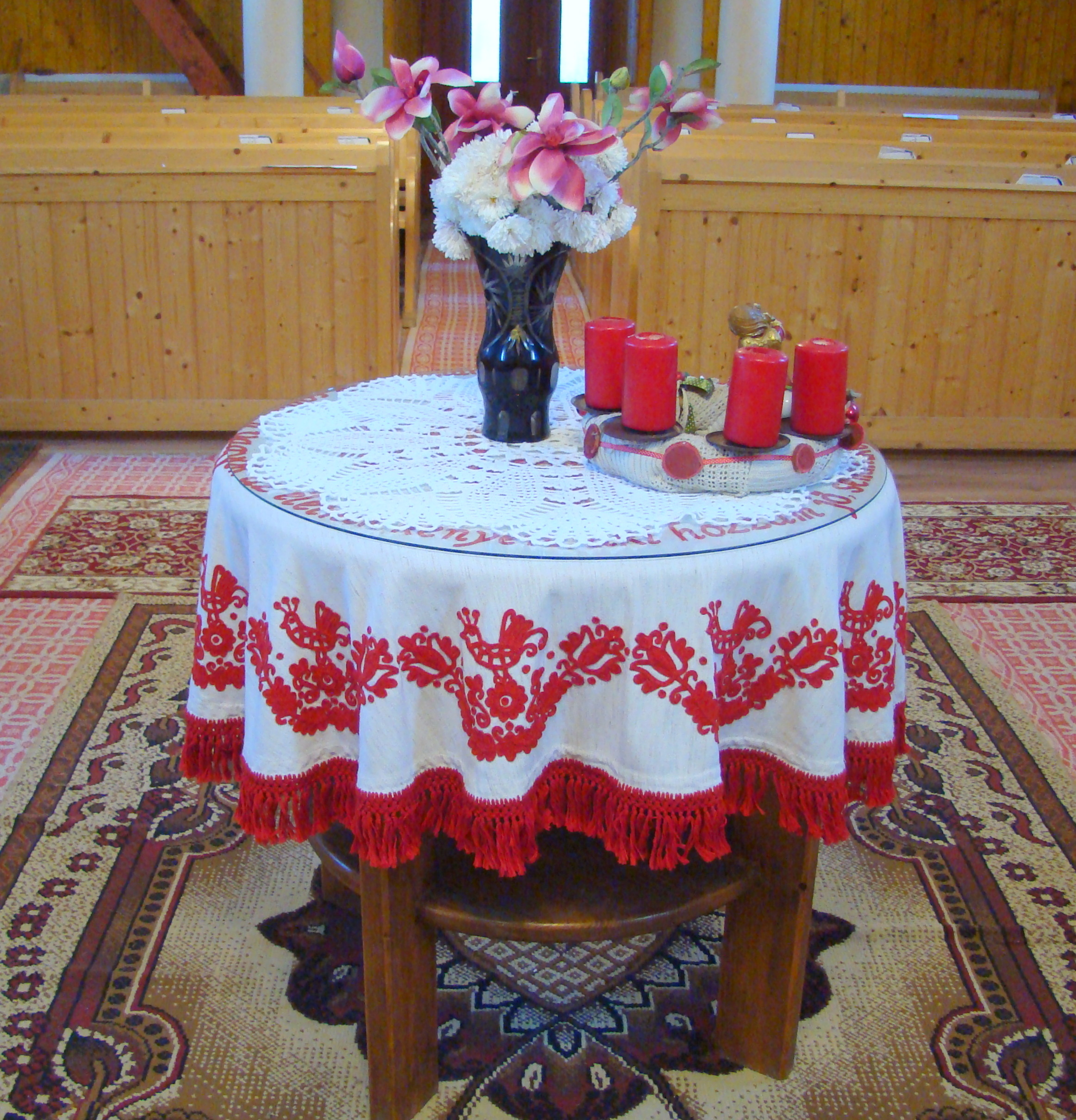
Biserica reformată (Masa Domnului)
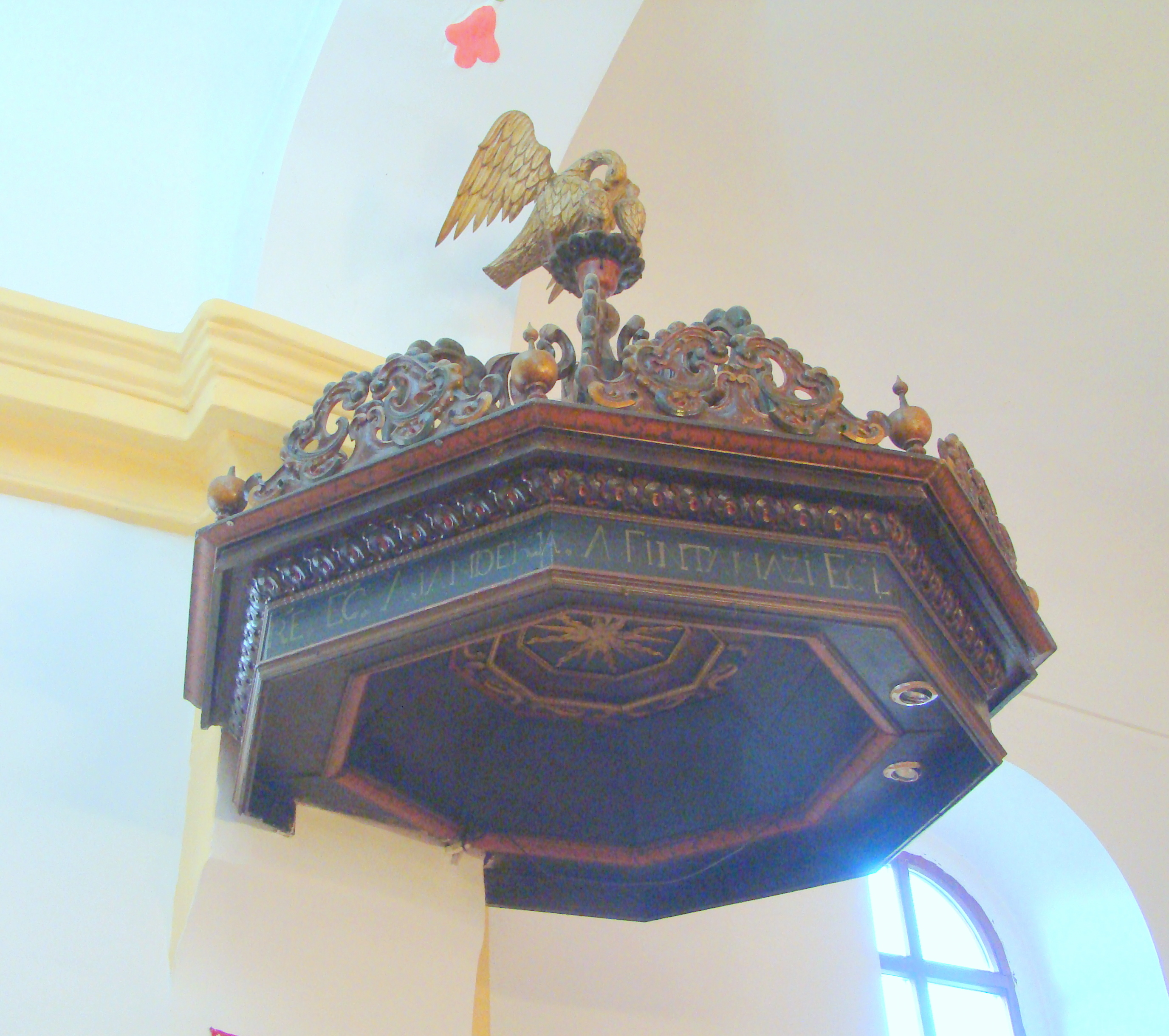
Biserica reformată (coronamentul amvonului)
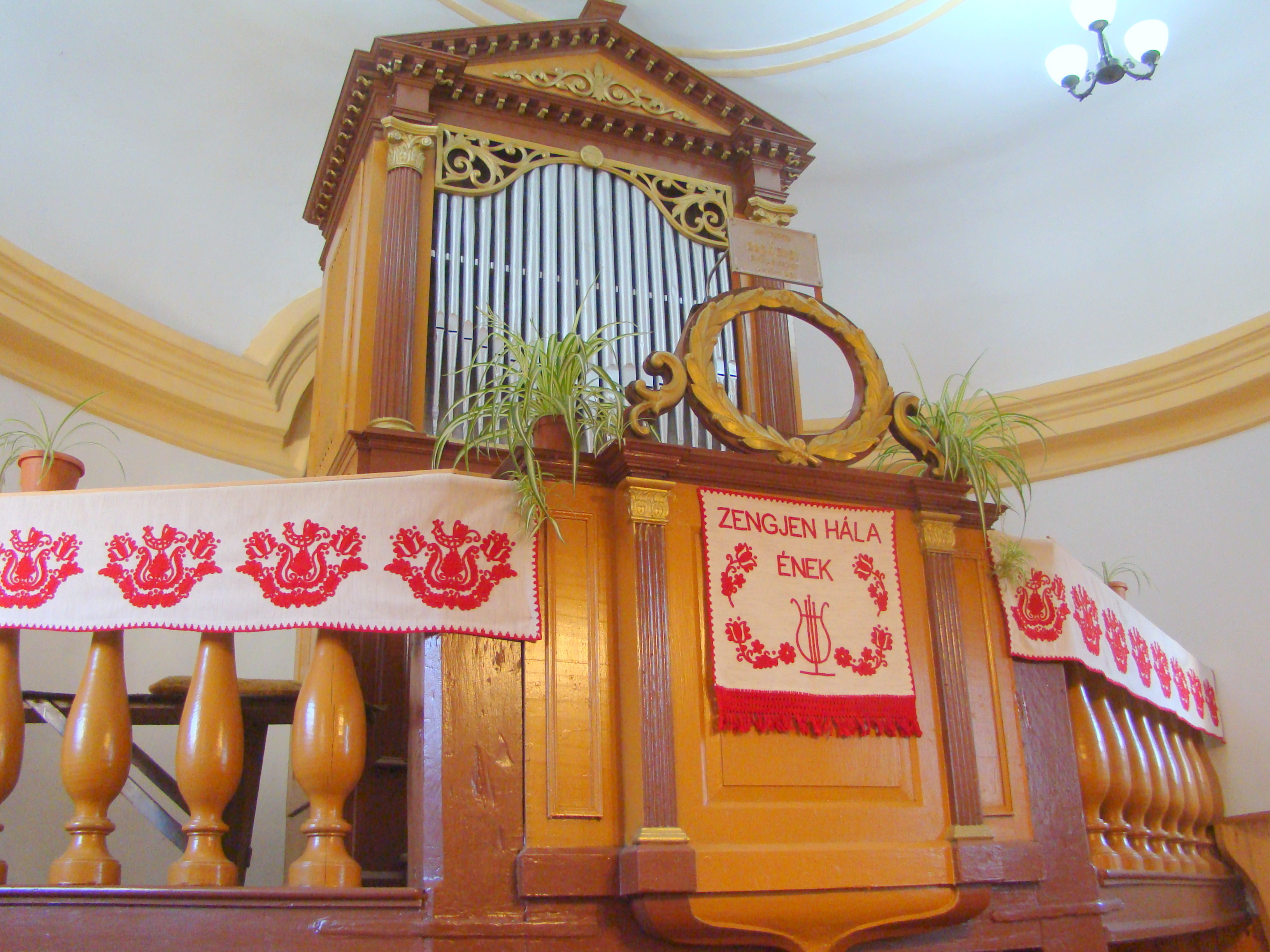
Biserica reformată (orga)